# Folgore-Klasse (1932)
Die Folgore-Klasse war eine Zerstörerklasse der italienischen Regia Marina. Die Klasse bestand aus vier Zerstörern, die zwischen 1929 und 1932 auf den Werften Cantieri del Quarnaro in Fiume und Officine & Cantieri Partenopei in Neapel gebaut wurden. Beide Werften hatten zuvor schon Zerstörer an die Regia Marina geliefert. Die Schiffe wurden anfangs auch als zweite Gruppe der Dardo-Klasse bezeichnet, deren vier Schiffen auf zwei anderen Werften zwischen 1929 und 1932 fast zeitgleich entstanden.
Beim Eintritt Italiens in den Zweiten Weltkrieg an der Seite Deutschlands im Juni 1940 bildeten die vier Zerstörer in Tarent das „VIII Squadriglia Cacciatorpediniere“ (8. Zerstörergeschwader), das mit den schweren Einheiten der Flotte eingesetzt werden sollte. Alle vier Schiffe gingen während ihrer Einsätze im Zweiten Weltkrieg verloren.

## Geschichte
Die vier Einheiten der Folgore-Klasse wurde bei Cantieri del Quarnaro in Fiume und bei Bacini e Scali Partenopei in Neapel gebaut. Ihre Kiellegung erfolgte dann in Fiume am 1. Oktober 1929 und in Neapel am 30. Januar 1930. Als erster Zerstörer der Klasse lief am 22. März 1931 vor den beiden zweiten Neubauten der Bauwerften der Dardo-Klasse  die Baleno in Fiume vom Stapel, der bis zum 2. August 1931 die anderen Schiffe der Klasse folgten. Am 15. Juni 1932 wurde Baleno in Dienst gestellt, der die drei Schwesterschiffe bis zum 14. September 1932 in den Dienst bei der Regia Marina folgten.
Die Zerstörer hatten eine Standardverdrängung von 1.220 t, verdrängten beim Kriegsbeginn durch Umbauten und Festballast zur Verbesserung der Seefähigkeit allerdings 1.450 t bei Standard-Bedingungen und 2.100 t bei voller Zuladung. Sie hatten eine Länge von 96,1 m über alles (94,3 m in der Wasserlinie), eine Rumpfbreite von 9,2 m und einen Tiefgang von bis zu 3,3 m. Der halbe Meter weniger Rumpfbreite war ein Versuch, höhere Geschwindigkeiten zu erzielen. Er führte zu mehr Stabilitätsproblemen als schon bei den vorangegangenen Klassen. Die Umbauten bis zum Krieg brachten nur geringfügige Verbesserungen und der notwendige Ballast verringerte die Reichweite.
Das Erscheinungsbild wurde durch einen großen, breiten Schornstein geprägt, in den die Abdampfrohre der drei Wasserrohrkessel der Bauart Thornycroft geführt wurden. Die Kessel versorgten zwei hintereinander angeordnete, einfache Getriebeturbinensätze der Bauart Belluzzo mit dem nötigen Dampf, um bis zu 44.000 PS an die beiden Schrauben abzugeben. Unter Probefahrtsbedingungen konnten damit 38 kn erreicht werden. Nach dem notwendigen Umbauten waren unter Einsatzbedingungen nur noch maximal 32 kn zu erreichen. Der maximale Ölvorrat von 510 t gab den Zerstörern eine Reichweite von 3600 sm bei 12 kn Marschgeschwindigkeit.
Die Schiffe der Folgore-Klasse waren wie ihre Vorgänger der Sauro-, Turbine- und Dardo-Klasse mit zwei 12,0-cm-L/50-Zwillingsgeschützen der Bauart Ansaldo (Modell 1926), zwei 4,0-cm-L/39-Flak der Bauart Vickers-Terni (Modell 1917), zwei Zwillings-13,2-mm-L/76-Fla-Maschinengewehren der Bauart Breda bewaffnet. Dazu verfügten die Zerstörer über zwei 53,3-cm-Drillings-Torpedorohrsätze, zwei Wasserbombenwerfer und hatten die Möglichkeit im Bedarfsfall bis zu 54 Minen mitzuführen. Bis Ende 1940 wurden die beiden 4,0-cm-Flak und die schweren Zwillings-FlaMG durch fünf bis sechs 2,0-cm-L/65-Maschinenkanonen der Bauart Breda ersetzt. 1942 gaben die noch vorhandenen Folgore und Lampo einen ihrer Torpdorohrsätze von Bord, an deren Stelle auf den beiden Zerstörern zwei 3,7-cm-L/54-Breda-Maschinenkanonen installiert wurden.

### Einsätze
Kurz nach dem Kriegsbeitritt Italiens war das Geschwader mit allen vier Einheiten an einem Vorstoß der italienischen Flotte beteiligt, die einen Konvoi nach Italienisch-Libyen sicherte und dabei auf die britische Mittelmeerflotte traf. An der entstehenden Seeschlacht bei Punta Stilo hatten die Schiffe keinen aktiven Anteil. An solchen Einsätzen mit der Flotte waren die Einheiten der Klasse nur drei- oder viermal beteiligt. Zum Jahreswechsel waren Folgore und Fulmine unter dem „9. Zerstörergeschwader“ an Einsätzen gegen griechische Stellungen in Albanien beteiligt. Schwerpunkt des Einsatzes der Schiffe im Krieg war die Geleitzugsicherung nach Libyen aber auch zwischen Brindisi und Korfu.

### Verbleib der Schiffe
Am 16. April 1941 wurde ein aus den deutschen Frachtern Adana (4.205 BRT), Aegina (2.447 BRT), Arta (2.452 BRT) und Iserlohn (3.704 BRT) sowie der italienischen  Sabaudia (1.590 BRT) bestehender Geleitzug für das Deutsche Afrikakorps bei den Kerkenna-Inseln von der britischen Force K aus Malta mit den Zerstörern Jervis, Nubian, Mohawk und Janus abgefangen und vollständig vernichtet. Die Luca Tarigo konnte vor dem eigenen Untergang noch die Mohawk durch Torpedotreffer versenken. Auch die beiden anderen italienischen Sicherungszerstörer Baleno und Lampo sanken nach schweren Treffern, wobei von der der Baleno nur 37 Mann gerettet wurden und 141 Mann der 205-köpfigen Besatzung der Lampo starben. Am folgenden Tag gelang es vier italienischen Zerstörern, sieben Torpedobooten und zwei Lazarettschiffen sowie Seenotflugzeugen von den rund 3.000 schiffbrüchigen Soldaten noch 1.248 zu retten. Die in flachem Wasser aufgesetzte Lampo konnte im August 1941 gehoben werden und kam nach Reparatur Mitte März 1942 wieder in Dienst.
Der italienische Nachschubgeleitzug „Beta“ mit sieben Schiffen von Neapel nach Tripolis, gesichert durch sechs Zerstörer (darunter Fulmine und Euro) und eine Ferndeckungsgruppe mit den Schweren Kreuzern Trento und Trieste wurde am 9. November 1941 von der Force K mit den Kreuzern Aurora und Penelope sowie den Zerstörern Lance und Lively angegriffen, die sich mit Hilfe von Radar unbemerkt in eine günstige Angriffsposition manövriert hatte und die sieben Transporter (Duisburg (7.389 BRT), San Marco (3.113 BRT), Maria (6.339 BRT), Sagitta (5.153 BRT), Rina Corrado (5.180 BRT) sowie die  Tanker Conte di Misurata (5.014 BRT) und Minatitlan (7.599 BRT)) versenkte. Von den Sicherungszerstörern sank die Fulmine mit 141 Mann, Grecale und Euro wurden beschädigt.
Am 2. Dezember 1942 versenkte die britische Force Q aus Bône die Folgore in der Straße von Sizilien, die mit 124 Mann sank.
Bei letzten Versuchen, Nachschub zur Deutsch-Italienischen Panzerarmee nach Afrika zu bringen, wurden am 30. April vor Kap Bon die Zerstörer Leone Pancaldo und Hermes mit je 300 Mann an Bord und Lampo mit einer Ladung Munition von alliierten Flugzeugen wiederholt angegriffen. Pancaldo und Lampo sanken nach Bombentreffern. Die Hermes wurde fahruntüchtig nach La Goulette bei Tunis eingeschleppt.

## Einheiten
| Name    | Bauwerft    | Kiellegung | Stapellauf | in Dienst             | Verbleib |
| ------- | ----------- | ---------- | ---------- | --------------------- | --- |
| Baleno  | CNQ, Fiume  | 1.10.1929  | 22.03.1931 | 15.06.1932            | versenkt am 17. April 1941 vor Sfax durch britische Zerstörer im Kampf um den Tarigo-Konvoi                                                        |
| Folgore | OCP, Neapel | 30.01.1930 | 26.04.1931 | 1.07.1932             | versenkt am 2. Dezember 1942 durch Schiffe der britischen Force Q in der Straße von Sizilien                                                       |
| Lampo   | OCP, Neapel | 30.01.1930 | 26.07.1931 | 13.08.1932 18.03.1942 | versenkt am 17. April 1941 vor Sfax im Kampf um den Tarigo-Konvoi, gehoben und repariert erneut versenkt am 30. April 1943 durch Bomben vor Tunis. |
| Fulmine | CNQ, Fiume  | 1.10.1929  | 2.08.1931  | 14.09.1932            | versenkt am 9. November 1941 durch Schiffe der britischen Force K bei der Verteidigung des sog. Duisburg-Konvois                                   |

Die Italienische Marine hatte von 1861 bis 1907 einen kleinen Aviso mit dem Namen Baleno besessen, der in Großbritannien als Fairy Queen gebaut worden war.

Den Namen Folgore hatte in der Regia Marina von 1886 bis 1900 ein in Italien gebauter Torpedo-Aviso geführt.

Den Namen Fulmine  führte der erste Zerstörer der Regia Marina von 1900 bis 1921, der in Italien entstanden war.

Lampo  hieß das Typschiff der ersten Zerstörer-Klasse der Regia Marina, das von Schichau geliefert wurde und von 1900 bis 1921 im Dienst war.